# Zimna Woda (Beskid Mały)

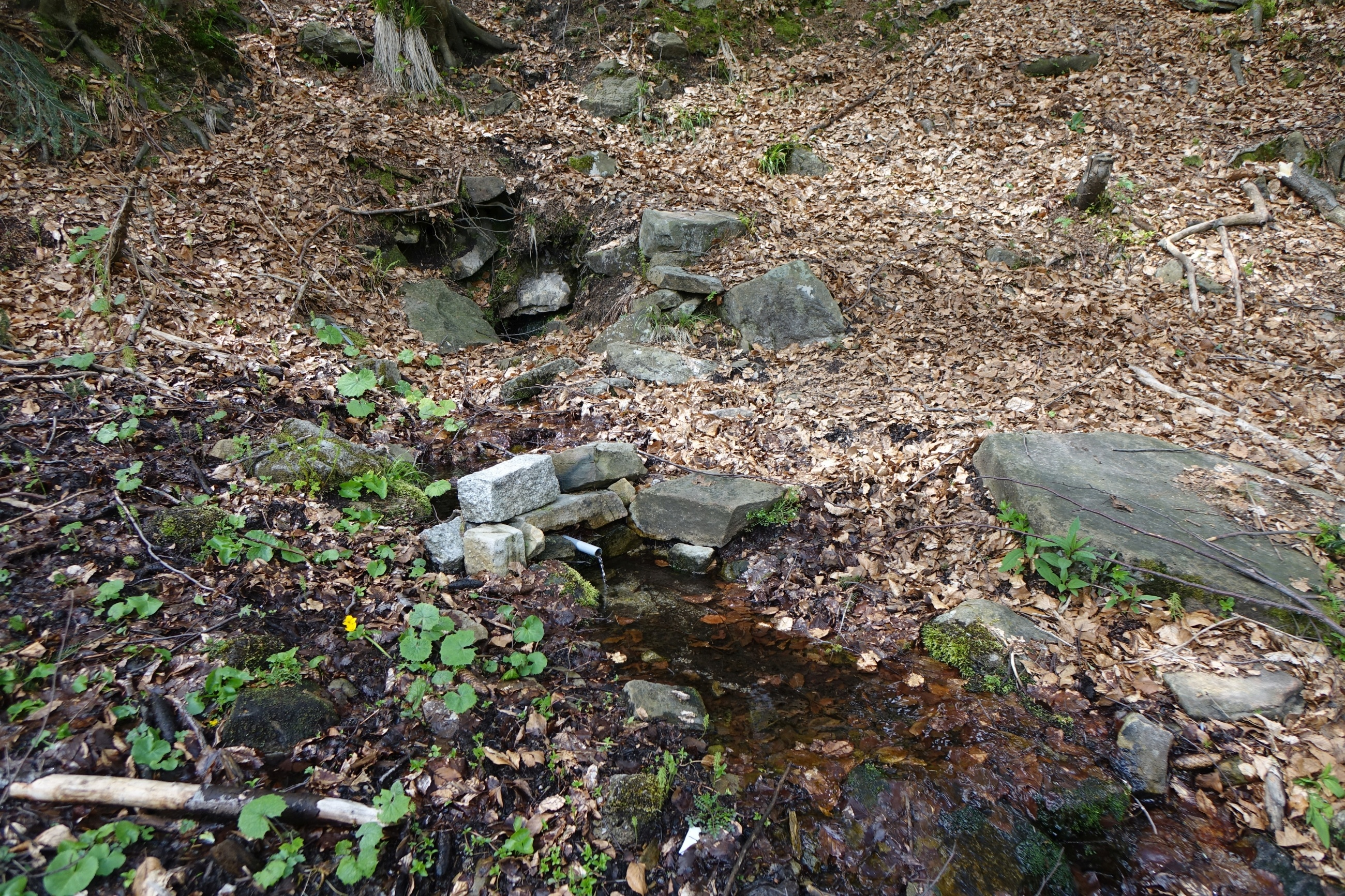

Zimna Woda – źródło na wschodnich stokach Smrekowicy w Beskidzie Małym. Wypływa z niego jeden ze źródłowych cieków potoku Sikorówka. Źródło znajduje się w lesie na wysokości 815 m, poniżej polany Suwory. Jest najbardziej wydajnym źródłem w całym Beskidzie Małym. Prowadzi do niego ścieżka od górnej części zarastającej polany Suwory. Źródło to było popularne przed II wojną światową wśród wczasowiczów przebywających w Krzeszowie i Targoszowie. W czasie II wojny w jarach potoku Sikorówka mieli swoje ziemianki partyzanci. Jeden z wykopanych przez nich korytarzy miał podobno długość około 30 m.